# Secor
Secor és una població dels Estats Units a l'estat d'Illinois. Segons el cens del 2000 tenia 379 habitants.

## Demografia
Segons el cens del 2000, Secor tenia 379 habitants, 144 habitatges, i 109 famílies. La densitat de població era de 418,1 habitants/km².
Dels 144 habitatges en un 31,9% hi vivien nens de menys de 18 anys, en un 62,5% hi vivien parelles casades, en un 9% dones solteres, i en un 24,3% no eren unitats familiars. En el 18,8% dels habitatges hi vivien persones soles el 7,6% de les quals corresponia a persones de 65 anys o més que vivien soles. El nombre mitjà de persones vivint en cada habitatge era de 2,63 i el nombre mitjà de persones que vivien en cada família era de 2,98.
Per edats la població es repartia de la següent manera: un 26,6% tenia menys de 18 anys, un 6,3% entre 18 i 24, un 26,9% entre 25 i 44, un 24,8% de 45 a 60 i un 15,3% 65 anys o més.
L'edat mediana era de 38 anys. Per cada 100 dones de 18 o més anys hi havia 95,8 homes.
La renda mediana per habitatge era de 44.205 $ i la renda mediana per família de 44.722 $. Els homes tenien una renda mediana de 32.232 $ mentre que les dones 17.500 $. La renda per capita de la població era de 22.635 $. Aproximadament el 9,4% de les famílies i el 8,2% de la població estaven per davall del llindar de pobresa.

## Poblacions més properes
El següent diagrama mostra les poblacions més properes.